# Sarah Hamilton
Sarah Hamilton amerikai színésznő, aki többnyire kozmetikai termékeket (Chapstick, CoverGirl) vagy elektronikai eszközöket (Sony) és italokat (V-8) forgalmazó cégek reklámjaihoz szolgáltatja a hangját. A videójáték-iparban April Ryannek, a The Longest Journey című kalandjáték főszereplőjének szinkronhangjaként szerzett hírnevet magának.
Miután végzett a neves New York-i egyetem Tisch School of the Arts szakán, a Royal Shakespeare Company tagjaival kezdett el dolgozni. Olyan színdarabokban lépett fel, mint a Troilus és Cressida, vagy a Szeget szeggel. Szinkronszínészi pályafutása kezdetén nem volt ritka, hogy akár napi hét meghallgatáson is részt vett, April Ryan szerepe is ezek közé tartozott. Hamilton körülbelül 80 órát töltött el a dialógusok felmondásával, rögzítésével, és többi színésszel való gyakorlással, melynek célja a szerepükkel való összhang kialakítása volt.
2002-ben sclerosis multiplexet, majd másfél év múlva nyálmirigyrákot diagnosztizáltak nála. Lábadozása hat hónapig tartott, amely alatt szüneteltetnie kellett a szinkronszínészi munkáját. Ez ösztönözte arra, hogy a későbbiekben a Board of Statement Arts nevű nonprofit szervezethez csatlakozzon. A szervezet feladata művészeti műhelyek biztosítása, és a művészet támogatása.